# Giovanni Cefai
Giovanni Cefai MSSP (ur. 5 sierpnia 1967 w Żebbuġ) – maltański duchowny rzymskokatolicki, biskup-prałat Huancané od 2019.

## Życiorys

### Prezbiterat
Święcenia kapłańskie otrzymał 6 grudnia 1997 w Stowarzyszeniu Misjonarzy św. Pawła. Po święceniach został kierownikiem ośrodka dla młodzieży. Od 2002 pracował w peruwiańskiej Arequipie jako proboszcz parafii Świętego Krzyża (2002–2013) oraz parafii św. Pawła (2013–2019).

### Episkopat
3 kwietnia 2019 papież Franciszek mianował go pierwszym ordynariuszem nowo powstałej prałatury terytorialnej Huancané. Sakry udzielił mu 22 czerwca 2019 metropolita Arequipy - arcybiskup Javier del Río Alba.